# Gare de Corbie
Gare de Corbie vasútállomás Franciaországban, Corbie településen.

## Vasútvonalak
Az állomást az alábbi vasútvonalak érintik:
- Párizs-Lille-vasútvonal

## Kapcsolódó állomások
A vasútállomáshoz az alábbi állomások vannak a legközelebb:
- Gare de Daours
- Gare d’Heilly
- Gare d’Albert
- Gare d’Amiens